# Квартира-музей В. И. Ленина в Пскове
Квартира-музей В. И. Ленина в Пскове — учреждение культуры исторической направленности, посвящённое памяти революционера и политического деятеля В. И. Ленина, филиал Псковского государственного объединённого историко-архитектурного и художественного музея-заповедника.
Музей открыт 22 января 1930 года в бывшей квартире провизора К. В. Лурьи доходного дома И. И. Чернова. Здесь с марта по май 1900 года Владимир Ильич Ульянов (Ленин) снимал комнату. Часть экспозиции посвящена губернскому Пскову и его жителям конца XIX — начала XX веков.
С 1964 года по 2002 годы музей возглавляла Инна Николаевна Лукина.
С 2001 года музей входит в состав Псковского музея-заповедника.

## История здания и музея
Здание доходного дома И. И. Чернова на Архангельской (ныне — Ленина) улице построено в 1898—1899 годы. Это трёхэтажный с цокольным этажом каменный дом на 8 квартир. Участок земли домовладения — 157,5 квадратных саженей. Во дворе размещались каменная конюшня на две лошади, каретный сарай, хлев для коровы, сеновал.
Владелец дома — Иван Иванович Чернов (1838—14.11.1916), псковский купец, крупный торговец рыбой, который привозил сельди из-за границы. В 1880-е годы он построил в Рыбниках (на берегу Псковы под Кремлём) трёхэтажное кирпичное здание. Приобрёл и расширил кирпичный завод в деревне Луковка под Псковом (на правом берегу реки Черёхи), запустил там производство черепицы на закупленном французском оборудовании. Открыл в той же деревне паровой лесопильный завод. Совместно с Ф. Кузьменковым, одним из квартиросъёмщиков дома на Архангельской, в 1908 году организовал на Островке, в конце Губернаторской (ныне — Некрасова) улицы, кустарную верёвочную фабрику. Вместе с сыном Александром он на Пушкинской улице открыл первый в городе кинотеатр «Модерн», а в конце 1910 года на Плоской (ныне — Профсоюзной) улице — другой кинотеатр «Рекорд». И. И. Чернов избирался главой городской думы и церковным старостой Троицкого кафедрального собора. При нём на пожертвованные средства был разведён в Кремле сад с фонтаном, перелит и в сентябре 1891 года поднят на колокольню главный соборный колокол. Другой крупный торговец рыбой и церковный староста погоста Лисье на берегу Псковского озера Фёдор Прокопьевич Пронников в декабре 1882 года приобрёл трёхэтажный каменный дом и соседнее здание на Американской (Советской) набережной (напротив Рыбников). Их унаследовали его сыновья Иван и Василий. К Василию Фёдоровичу Пронникову и Александру Ивановичу Чернову в 1901 году перешли от И. И. Чернова заводы в Луковке. А Иван Фёдорович Пронников в 1910 году получил от И. И. Чернова дом на Архангельской улице и вселился туда с семьёй. Дом оставался в его собственности вплоть до 1917 года.
В историю вошла квартира № 5 дома И. И. Чернова на 2-м этаже, которую в 1900-е годы снимал провизор Кива Вульфович Лурьи, владелец двух аптекарских магазинов на Сергиевской улице (ныне — Октябрьский проспект). Кива Вульфович проживал со своей семьей — женой и сыном Соломоном (в 1900 году ему было 6 лет). В доме держали домработницу. Весной 1900 года ею была Иринья Антиповна Борисова. Известность квартира приобрела тем, что в марте — мае 1900 года одну из комнат снимал В. И. Ульянов (Ленин).
В этой квартире семья Лурьи жила до 1907 года. Участия в революционном движении провизор не принимал и подозрений у полиции не вызывал.
В 1924 году после смерти В. И. Ленина в этой комнате был открыт Музей Революции, а с 22 января 1930 года — комната-музей Ленина. В годы Великой Отечественной войны дом подвергся разрушению, от него остались только капитальные стены. Вся музейная экспозиция была утрачена. После войны в 1948 году здание было восстановлено. А в 1954 году воссоздана комната-музей В. И. Ленина. Небольшая экспозиция представляла собой материалы о пребывании В. И. Ленина в Пскове. В 1958 году была проведена реставрация фасада. К 1970 году, при подготовке к празднованию 100-летия со дня рождения В. И. Ленина, дом в очередной раз был отреставрирован. Весь 2-й этаж был отдан музею, воссоздана планировка квартиры, в которой жил В. И. Ленин. Обновлённая экспозиция была сформирована из предметов быта начала XX века и дополнена несколькими подлинными вещами семьи Ульяновых.
В 1960-80-х годах помещения цокольного этажа использовались организациями «Псковоблбыттехника» и «Псковоблобувьбыт». 1-й этаж занимал отдел Псковского музея-заповедника, 2-й — квартира-музей В. И. Ленина; 3-й — правление Общества «Знание». Часть помещений занимали жилые квартиры. По состоянию на 2022 год два нижних этажа юго-восточной части дома арендуют коммерческие организации. На цокольном этаже северо-западной части находится магазин, на 1-м этаже — Комиссия по делам несовершеннолетних Городской администрации, на 2-м — музей В. И. Ленина. Часть помещений занята жилыми квартирами.
19 мая 2021 года губернатор Псковской области Михаил Ведерников анонсировал создание в Пскове научно-просветительского центра изучения геноцида советского народа в годы Великой Отечественной войны в рамках реализации всероссийского проекта «Без срока давности». Интерактивный музей центра планируют открыть в помещении цокольного этажа здания Доходного дома И. И. Чернова, где в период оккупации Пскова находилась штаб-квартира гестапо.

## Экспозиция
Музей состоит из нескольких залов:
1-й зал
Показывает социально-экономическое положение Псковской губернии накануне приезда в Псков В. И. Ленина (1900 г.). Основа экономики губернии — знаменитый псковский лён. Представлены орудия обработки льна, изделия из льняного волокна.
2-й зал
Представленные экспонаты рассказывают о пребывании В. И. Ленина в ссылке в сибирском селе Шушенском и о его намерении избрать после её окончания город Псков для проживания. Об этом говорит ленинский автограф письма к А. Н. Потресову: «Мечтаю о Пскове».
3-й зал
Открывается фотопортретом В. И. Ленина 1900 года и фотографиями старого Пскова. Такими увидел его дома, улицы В. И. Ленин, когда 10 марта (по новому стилю) 1900 г. приехал в Псков. Здесь же представлена копия Проекта заявления редакции «Искры» и «Зари», написанная в этой квартире.
4-й зал
Центральное место в этом зале занимают письма и открытки, написанные В. И. Лениным в Пскове и адресованные его родным. Отдельно представлена экспозиция «Женщины вождя» с портретами и справками о матери, сестрах и жене В. И. Ленина. В отдельных витринах можно увидеть костюмы и вещи жительниц Пскова конца XIX — начала XX веков «Дамские штучки».
5-й зал
В центре зала представлена инсталляция «Гостиная в квартире псковича в конце XIX — начале XX веков». На стендах расположены книги, которые сопровождали В. И. Ленина в его поездках. Отдельно показан мемориальный экспонат — дорожная корзина семьи Ульяновых, в которой Владимир Ильич перевозил книги.
Прихожая.
Восстановлен интерьер прихожей в квартире. Здесь представлены типичные вещи конца XIX — начала XX веков, а также мемориальные экспонаты — дорожный сундук семьи Ульяновых, шляпная коробка и стул из кремлёвской квартиры В. И. Ленина.
Мемориальная комната.
Комната для сдачи в наём в квартире, которую в 1900 году занимала семья провизора К. В. Лурьи и сдавала Ленину. Здесь представлены типичные вещи конца XIX — начала XX веков: письменный стол, кровать, стулья, диван, вешалка и другие.

## Галерея
- Доходный дом И. И. Чернова
- Мемориальная комната
- Дорожный сундук семьи Ульяновых

## Музей в филателии
- 1969 г. — Немаркированный конверт СССР. Псков. Дом-музей Ленина. Московская фирма «Восход». Художник Н. Брагинцев.
- 1986 г. — Художественный маркированный конверт СССР. Марка 5 коп. Серия «По Ленинским местам». Квартира-музей В. И. Ленина в Пскове.